# Балаєва Аїда Галимівна
Аїда Галимівна Балаєва (каз. Aïda Ğalımqızı Balayeva; нар. 4 липня 1974, Алма-Атинська область, Казахської РСР) — казахстанська державна діячка. Перший заступник Керівника Адміністрації Президента Республіки Казахстан із 11 січня 2022 року. Міністр інформації та суспільного розвитку Республіки Казахстан (4 травня 2020 — 11 січня 2022). Кандидат соціологічних наук (2010).

## Життєпис
Закінчила Алматинський державний університет імені Абая у 2000 році за спеціальністю вчитель російської мови та літератури, Казахський національний аграрний університет у 2007 році за спеціальністю юриспруденція.
2010 року захистила дисертацію на здобуття наукового ступеня кандидата соціологічних наук, тема дисертації: «Етно-релігійна ідентифікація молоді Казахстану: соціологічний аспект».
З 1994 по 2004 роки — провідний спеціаліст відділу аналізу та координації суспільно-політичних процесів Алматинського обласного управління інформації та суспільної згоди Міністерства інформації та суспільної згоди Республіки Казахстан, виконуючий обов'язки начальника управління інформації по місту Алмати. З 2004 по 2006 роки — перший заступник директора Департаменту внутрішньої політики міста Алмати.
З 2006 по 2008 роки — директорка Департаменту внутрішньої політики міста Алмати. З 2008 по 2010 роки — директорка Департаменту внутрішньої політики, начальником Управління внутрішньої політики міста Астани. З лютого 2010 по грудень 2014 року — заступник акима міста Астани.
З 30 грудня 2014 по липень 2019 року — завідувачка відділу внутрішньої політики Адміністрації президента Республіки Казахстан. З 22 липня 2019 року по 4 травня 2020 року — помічник президента Республіки Казахстан — завідувачка відділу контролю за розглядом звернень Адміністрації президента Республіки Казахстан.
З 4 травня 2020 по 11 січня 2022 року — міністр інформації та суспільного розвитку Республіки Казахстан.
30 червня 2020 року в своєму фейсбуці запропонувала запровадити фактичну цензуру — «вважаю важливим керівництву всіх телеканалів Казахстану, у тому числі телеканалу „ОН ТБ“, не допускати демонстрації в ефірі телепрограм з подібним змістом з метою виключення неправильного тлумачення позицій Республіки Казахстан з міжнародних питань».
З 11 січня 2022 року — перший заступник Керівника Адміністрації Президента Республіки Казахстан.
З 2 вересня 2023 року — міністр культури й інформації Казахстану.

## Родина
- Чоловік: Джусупов Адільбек Уралович.
- Діти: Дінмухамед (нар. 1994), Аскар (нар. 1996); Асель (нар. 2004)[8].

## Нагороди
- Орден Благородства (2016)[9]
- Орден Пошани (2010)[10]
- Медалі Республіки Казахстан.